# Orphnus bifidus
Orphnus bifidus är en skalbaggsart som beskrevs av Schmidt 1912. Orphnus bifidus ingår i släktet Orphnus och familjen Orphnidae. Inga underarter finns listade i Catalogue of Life.